# 愛知県信用漁業協同組合連合会

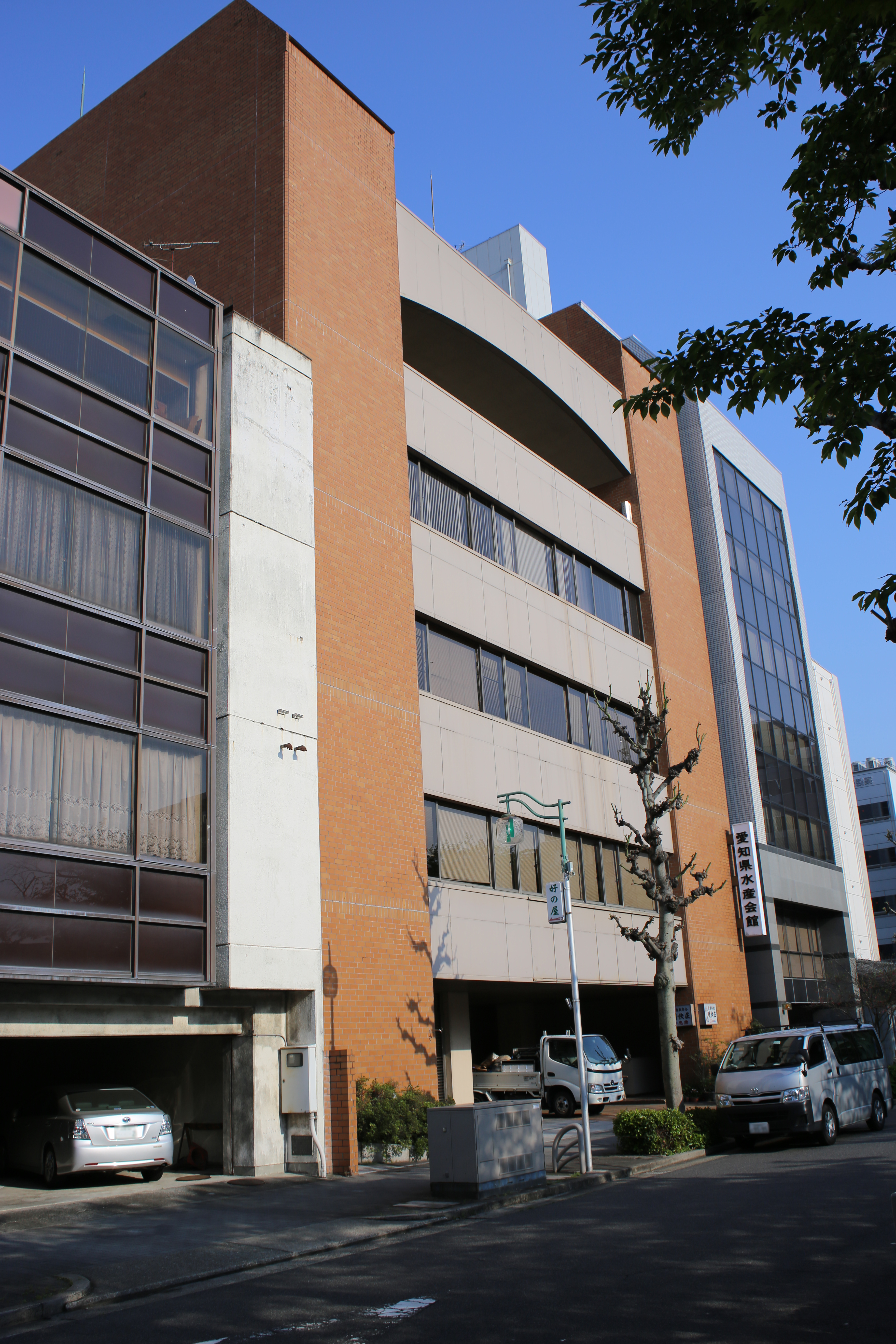
本店が入居する愛知県水産会館（2015年4月）

愛知県信用漁業協同組合連合会（あいちけんしんようぎょぎょうきょうどうくみあいれんごうかい）は、愛知県名古屋市中区丸の内三丁目に本店を置いていた愛知県内の漁業協同組合の信用事業を統括する県域漁協系金融機関。通称は「JF愛知信漁連」。統一金融機関コードは9471。

## 沿革
- 1950年（昭和25年）6月 - 設立。
- 2021年（令和3年）4月 - 東日本各地の信漁連が統合され、東日本信用漁業協同組合連合会が発足。
- 2022年（令和4年）4月1日 - 東日本信用漁業協同組合連合会と合併。

## 店舗所在地
ここでは統括店舗である本店のみ掲載する（※：括弧内は店舗コード）。
- 本店（001）： 愛知県名古屋市中区丸の内3-4-31 愛知県水産会館内